# Madrid Snowzone

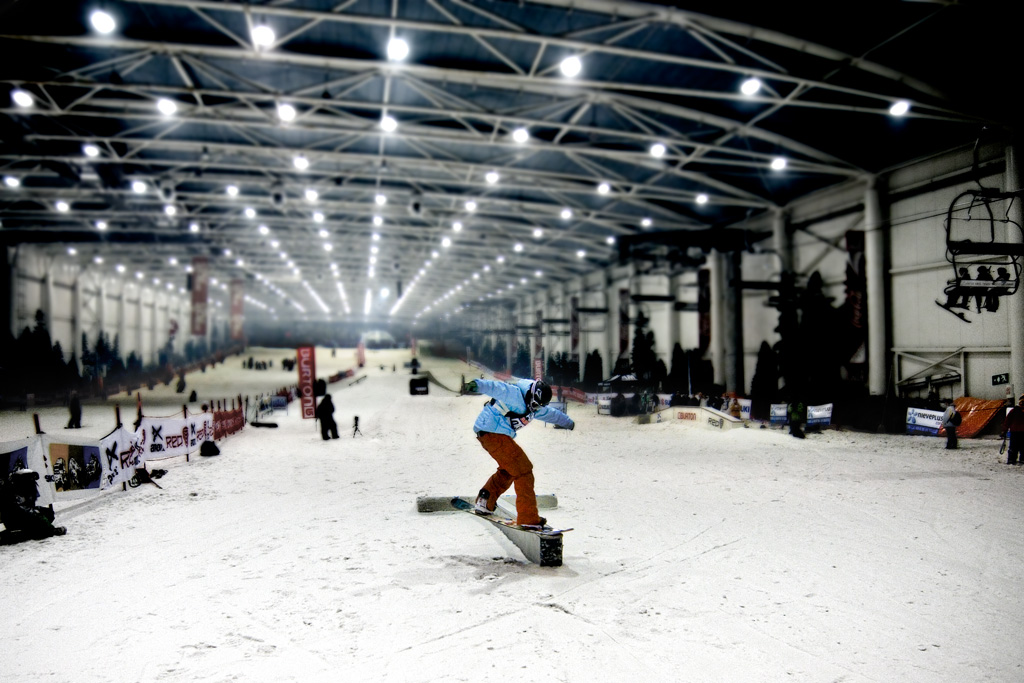
Die Madrid Snowzone in Betrieb

Die Madrid Snozone ist die erste und bisher einzige Skihalle Spaniens und besitzt 18.000 Quadratmeter befahrbarer Fläche sowie zwei Skilifte und einen Sessellift. Sie liegt in der Gemeinde Arroyomolinos, etwa 23 km südwestlich der spanischen Hauptstadt Madrid, im Einkaufszentrum Madrid Xanadú. Der Halle ist eine eigene Skischule angegliedert, welche, wie die Halle selber auch, das ganze Jahr geöffnet ist. Außerdem ist es möglich sich die komplette Skiausrüstung vor Ort zu leihen.